# تنتوکو
تنتوکو (به ژاپنی: 天徳 Tentoku)؛ نام یک عصر تاریخی ژاپنی (نِنگُو) بود. این عصر بعد از تنریاکو و قبل از اووا قرار داشت و از اکتبر ۹۵۷ تا فوریه ۹۶۱ میلادی به طول انجامید. در طی این عصر امپراتور موراکامی حکمران ژاپن بود.